# Ghinionistul (film din 1972)
Ghinionistul (titlul original: Les Malheurs d'Alfred) este un film de comedie francez, realizat în 1972 de regizorul Pierre Richard, având protagoniști pe Pierre Richard, Anny Duperey și Pierre Mondy. Coloana sonoră a filmului este semnată de Vladimir Cosma. 

## Distribuție
- Pierre Richard – Alfred Dhumonttiey
- Anny Duperey – Agathe Bodard
- Pierre Mondy – François Morel
- Jean Carmet – Paul
- Mario David – Kid Barrantin
- Francis Lax – Boggy
- Daniel Laloux – membru al echipei pariziene
- Jean Saudray – membru al echipei pariziene
- Yves Elliot – membru al echipei pariziene
- Marco Perrin – Orlandi, managerul copiilor
- Robert Dalban – Gustave, șoferul lui Morel
- Danou Valdrini – Pauline
- Paul Préboist – un țăran
- Yves Robert – un spectator
- Paul Le Person – un polițist